# Joseph Pilates
Joseph Hubertus Pilates (9. prosince 1883 Mönchengladbach – 9. října 1967 New York) je považován za zakladatele cvičení, které se podle něj také jmenuje pilates. Díky dobrým znalostem anatomie a různých druhů sportů vymyslel cviky, které pomohly a stále pomáhají mnoha lidem. Díky těmto cvikům je možné nejen hubnout, ale hlavně zpevňovat celé tělo.

## Život
Joseph Pilates se narodil roku 1883 v Německu. Jako malý chlapec trpěl chronickým astmatem, rachitidou a dalšími chorobami. Právě tyto nemoci byly tím, co ho hnalo k tomu, aby pracoval na svém těle a kondici. Nechtěl být těmito nemocemi poražen. Proto se věnoval gymnastice, šermu, boxu, plavání, potápění a lyžování. Výsledkem bylo, že Pilates měl už ve 14 letech vypracované tělo.
On ale dále poznával nové sporty jako je jóga a tchaj-ťi, které zároveň studoval. Obdivoval především koncentraci při cvičení a úlohu dechu, která byla velmi důležitá. Díky všem informacím, které postupně získával, vymýšlel nové cviky a pohyby, které byly založené především na důsledné kontrole těla.
Později v roce 1912 se přestěhoval do Anglie. Ze začátku si tady vydělával díky různým činnostem – byl boxerem, vystupoval v cirkuse a také učil detektivy sebeobraně. Za 1. světové války byl převelen do vojenského tábora v Lancasteru a poté i na ostrov Man. Tady pracoval jako ošetřovatel a učil ostatní lékaře tělesné zdatnosti. Do povědomí lidí se dostal především díky tomu, že žádný z jeho pacientů neumřel na chřipkovou epidemii, která v té době zabila tisíce lidí.
Po válce se krátce vrátil do Německa, ale již v roce 1925 se přesunul do Ameriky, konkrétně do New Yorku. Při plavbě na lodi navíc potkal svou budoucí manželku Claru. S ní pak později v New Yorku založil studio, ve kterém vyučovali právě jeho metodu, které říkal Contrology. Tato metoda se zaměřovala na ovládání svalů myslí. Cviky byly orientované na posturální svaly, které pomáhají držet tělo vyvážené a také poskytují podporu páteři.
Joseph Hubertus Pilates zemřel v New Yorku v roce 1967 ve věku 83 let.

## Knihy
Joseph Pilates během svého života publikoval celkem 2 knihy. První z nich se jmenovala Tvé zdraví: Nápravný systém cvičení - revoluce na celém poli tělesné výchovy (anglicky A Corrective System of Exercising That Revolutionizes the Entire Field of Physical Education) a byla vydána v roce 1934. Jeho druhá kniha vyšla v roce 1945, tedy o celých 11 let později. Její název byl Návrat k životu díky kontrologii (anglicky Return to Life through Contrology). Vhodné je také zmínit, že za svůj život získal celkem 26 patentů na stroje, které používal při cvičení.

## Joseph Pilates a jeho následovníci
Za jeho přímé následovníky jsou považováni: Lolita San Miguel, Eve Gentry, Kathy Grant, Bob Seed, Ron Fletcher, Carola Trier, Romana Kryzanowska.

## Citáty
Mnoho citátů, které pronesl Joseph Pilates, není v České republice známo, nejsou tedy ani přeložené. Většina uvedených citátů je tedy v angličtině, aby nedošlo ke komolení významu.
"Musím mít pravdu - nikdy jsem nepotřeboval aspirin, nikdy jsem se nezranil. Celá země, všichni na světě by měli cvičit mojí metodu. Byli by spokojenější."

„Po deseti lekcích se budete lépe cítit, po dvaceti lekcích budete lépe vypadat, po třiceti lekcích budete mít nové tělo.“

„Physical fitness is the first requisite of happiness. Our interpretation of physical fitness is the attainment and maintenance of a uniformly developer body with a sound mind fully capable of naturally, easily, and satisfactorily performing our many and varied daily tasks with spontaneous zest and pleasure.“

„The acquirement and enjoyment of physical well-being, mental calm and spiritual peace are priceless to their possessors if there be any such fortunate living among us today.“

„If your spine is inflexibly stiff at 30, you are old. If it is completely flexible at 60, you are young.“

„Ideally, our muscles should obey our will. Reasonably, our will should not be dominated by the reflex actions of our muscles.“